# Sztandar Komunizmu (1919)
Sztandar Komunizmu – polskojęzyczny dziennik, a następnie tygodnik, skierowany do komunistów i sympatyków komunizmu przebywających na terenie sowieckiej Ukrainy. Wychodził od marca do sierpnia 1919 roku, początkowo w Charkowie (numery od 1 do 28), następnie z nową numeracją w Kijowie (numery od 1 do 3-4). Stanowił organ charkowskiej grupy Komunistycznej Robotniczej Partii Polski; a następnie organ Sekcji Polskiej przy Federacji Grup Zagranicznych Komunistycznej Partii (bolszewików) Ukrainy. Winieta zawierała hasła: Proletaryusze wszystkich krajów łączcie się! oraz cytat z pieśni Czerwony sztandar Nasz sztandar płynie ponad trony... W Kijowie redakcja pisma sąsiadowała z redakcją Głosu Komunisty.
W roku 1920 periodyk o tym samym tytule był wydawany w Mińsku i Smoleńsku.